# 19080 Martínfierro
19080 Martínfierro è un asteroide della fascia principale. Scoperto nel 1970, presenta un'orbita caratterizzata da un semiasse maggiore pari a 2,3172472 UA e da un'eccentricità di 0,2807324, inclinata di 20,66650° rispetto all'eclittica.